# Jerneja
Jerneja je žensko osebno ime.

## Izvor imena
Ime Jerneja je ženska oblika moškega osebnega imena Jernej.

## Različice imena
- ženske različice imena: Jernejka, Neca, Neja, Nejca, Nejka
- moške različice imena: Jernejček, Nejc, Nejče, Nejko

## Pogostost imena
Po podatkih Statističnega urada Republike Slovenije je bilo na dan 31. decembra 2007 v Sloveniji število ženskih oseb z imenom Jerneja: 1.347. Med vsemi ženskimi imeni pa je ime Jerneja po pogostosti uporabe uvrščeno na 159. mesto.

## Osebni praznik
V koledarju se ime Jerneja uvršča k imenu Jernej, ki goduje 24. avgusta.